# 尾池義辰
尾池 義辰（おいけ よしたつ）は、安土桃山時代から江戸時代初期にかけての武士。讃岐高松藩主生駒氏、後に肥後熊本藩主細川氏の客将。諱は義辰、大田亮の「姓氏家系大辞典」では保耀（保輝）としている。通称は玄蕃。出家して入道道鑑と号す。足利将軍家の一族といわれ、熊本藩では「足利道鑑」とも称される。子は尾池伝右衛門（のち西山至之）、藤左衛門、官兵衛。

## 生涯
高松藩主生駒氏の下にあったが、細川藤孝（幽斎）の孫にあたる熊本藩主細川忠利に招かれ、100人扶持を給されて大坂屋敷に居住する。子の伝右衛門と藤左衛門は生駒騒動や島原の乱が起こった寛永14年（1637年）に熊本藩に下り、それぞれ1000石拝領される。
「系図纂要」では登場しない。「姓氏家系大辞典」では、『全讃史』の説を採って室町幕府13代将軍足利義輝と烏丸氏との遺児とする。永禄8年（1565年）に将軍義輝が討たれた（永禄の変）際、懐妊していた烏丸氏は近臣の小早川外記と吉川斎宮に護衛されて讃岐国に逃れ、横井城主であった尾池光永（嘉兵衛、玄蕃）に匿われた。ここで誕生した義辰は光永の養子となり、後に讃岐高松藩の大名となった生駒氏に仕えて2000石を拝領した。2000石のうち1000石は長男の伝右衛門に、残り1000石は藤左衛門に与えた。二人が熊本藩に移った後も、末子の官兵衛は西讃岐に残ったという。
出生については、天文20年（1551年）に足利義輝が近江国朽木谷に逃れたときにできた子ともいう。
あるいは「三百藩家臣人名事典 第七巻」では、義輝・義昭より下の弟としている。